# Игор Кордеј
Игор Кордеј (хрв. Igor Kordey; Загреб, 1957) хрватски је стрипар, илустратор и графички дизајнер. Живи и ради у Београду.

## Биографија
Са 18 година био је члан уметничке групе „Нови квадрат“. Радио је стрипове за бројне часописе на простору бивше Југославије. Његови стрипови објављивани су широм Европе и Јужне Америке, касније и у Северној Америци.
Живео је у Француској и Данској, а 1997. преселио се у Канаду и почео објављивати стрипове за најпознатије америчке издаваче као што су Марвел, Дарк Хорс, ДЦ и др. У САД је најпознатији је по стриповима Икс људи (X-Men), Тарзан и Звездани ратови.
Има врло разнолик репертоар. Радио је с разним техникама од обичне оловке до панела у боји. Познат је по брзом цртању, једно време стварао је 3-4 стрипске свеске америчког формата месечно.
У Хрватску се вратио 2007. године и почео радити научнофантастичне и пустоловне стрипове за француску издавачку кућу „Делкур“.

## Награде и признања
- Витез реда уметности и књижевности (Ordre des arts et des lettres), Министарство културе Француске, 2013.[4]